# 維什尼亞基 (霍羅爾區)
49°45′39″N 33°18′51″E / 49.76083°N 33.31417°E

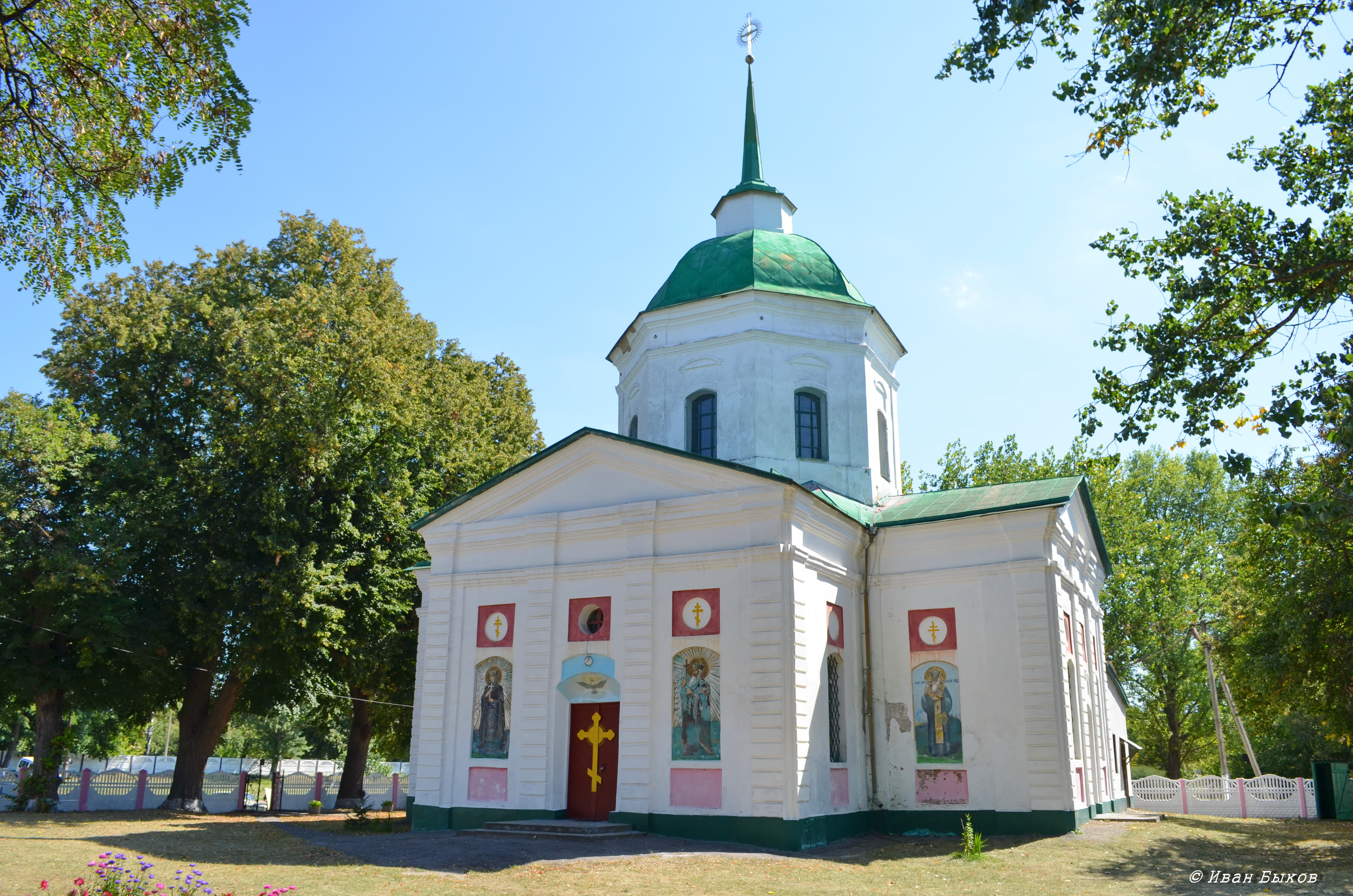

維什尼亞基（烏克蘭語：Вишняки），是烏克蘭中部的村莊，隸屬波爾塔瓦州的盧布尼區。該村處於霍羅爾河畔，分別距離小波皮夫卡1公里、赫沃希夫卡和科斯秋基2公里，2001年人口2,108。